# Кумлак
Кумлак (азерб. Qumlaq) — село в Джебраильском районе Азербайджана.

## География
Посёлок расположен к северо-западу от села Худаферин, на левом берегу реки Аракс, на высоте около 340 м.

## История
В советские годы село входило в состав Джебраильского района Азербайджанской ССР. По данным издания «Административное деление АССР», подготовленного в 1933 году Управлением народно-хозяйственного учёта Азербайджанской ССР (АзНХУ), по состоянию на 1 января 1933 года в селе Кумлак, являвшемся центром Кумлакского сельсовета Джебраильского района Азербайджанской ССР, насчитывалось 68 хозяйств и 456  жителей (223 мужчины и 238 женщин). Население всего сельсовета (сёла Дерзили, Кявдар, Месталыбейли, Худаярлы) на 98,9 % составляли азербайджанцы (в источнике — «тюрки»).
В результате Первой карабахской войны в августе 1993 года село перешло под контроль непризнанной Нагорно-Карабахской Республики, контролировавшей населённый пункт с августа 1993 года до октября 2020 года. Согласно её административно-территориальному делению, располагалось в Гадрутском районе НКР.
В ходе Второй карабахской войны утром 19 октября 2020 года президент Азербайджана Ильхам Алиев объявил на своей странице в Твиттере об освобождении села Кумлак, а также сёл Солтанлы, Амирварлы, Машанлы, Гасанлы, Алыкейхалы, Гаджилы, Гегерчин-Вейсалли, Ниязкулулар, Кечалмамедли, Шахвелли, Гаджиисмаиллы и Исахлы Джебраильского района.

## Достопримечательности

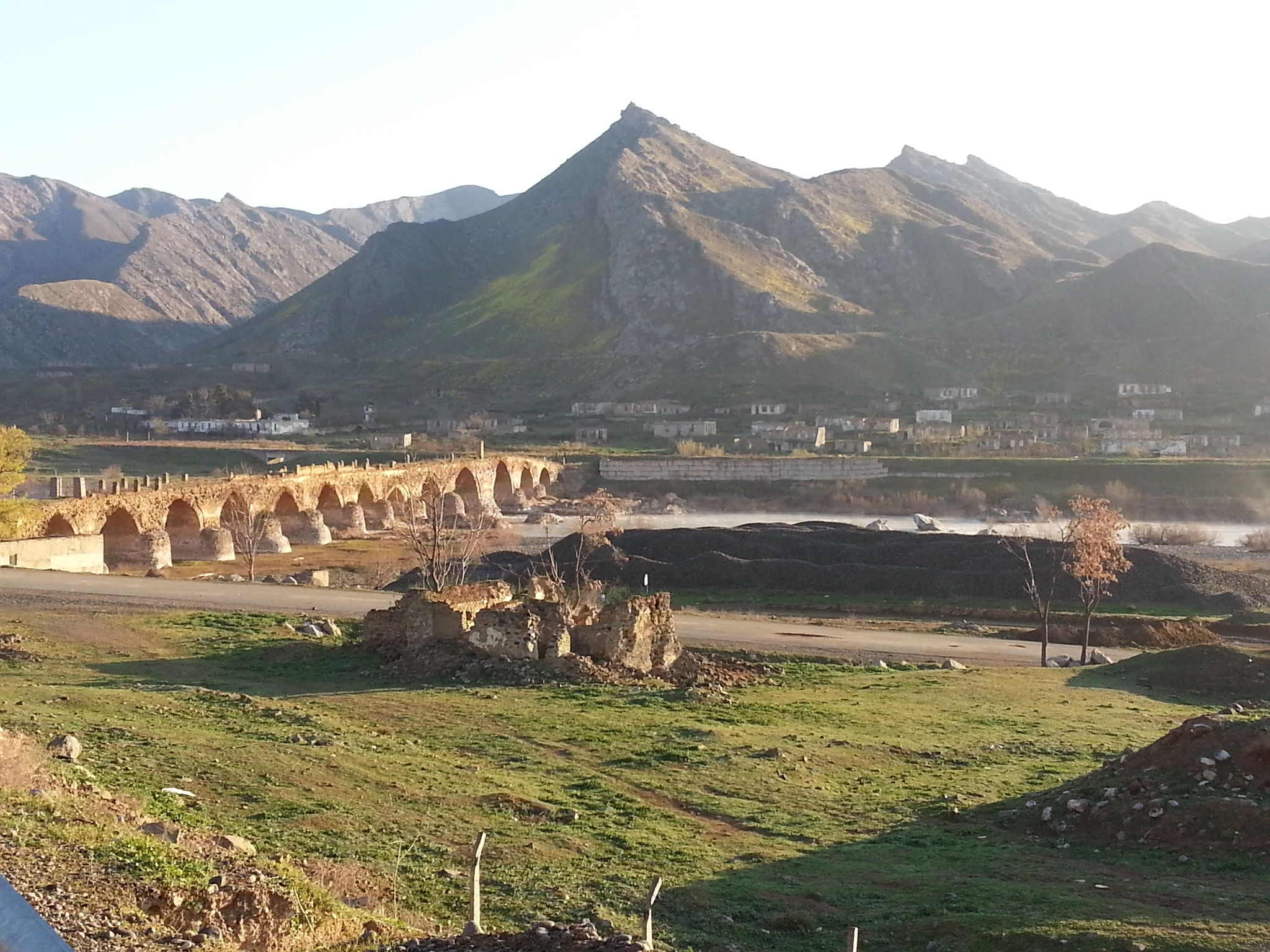
Вид на Худаферинский мост и руины посёлка Кумлак

Между посёлком Кумлак и селом Худаферин расположены средневековые Худаферинские мосты. В районе на реке Аракс, на границе между Азербайджаном и Ираном построена одна из мощнейших ГЭС данного региона.

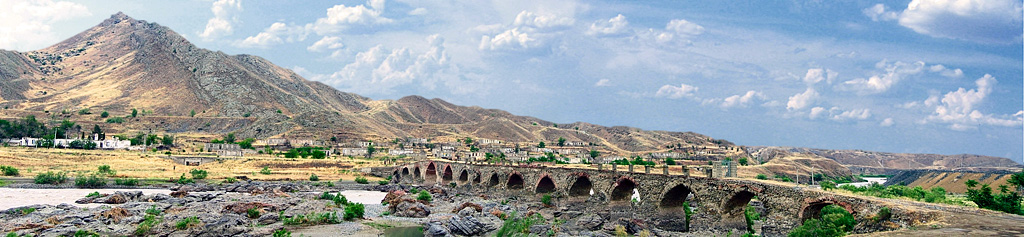
15-пролетный Худаферинский мост